# Elżbieta Bośniacka
Elżbieta Bośniacka, Eliza Bośniacka, née Rulikowska, primo voto Tuszowska, pseudo Julian Moers de Poradów, est une dramaturge, poétesse et publiciste polonaise né en 1837 à Rebedajłówka (région de Kiev) et morte le 22 juin 1904 à San Giuliano.

## Biographie
Elle débute en 1862 avec le poème Zaporożec. Elle collabore, entre autres, au Dziennik Literacki et au périodique Iris. À partir de 1871, elle vit en Italie. Elle est amie avec Teofil Lenartowicz. Elle reçoit un prix pour son drame Przeor Paulinów, czyli Obrona Częstochowy, lors d'un concours à Cracovie (1872) - le drame est très populaire et est mis en scène à de nombreuses reprises.

## Œuvres
- 1862 : poème Zaporożec
- 1865 : Bolesław Szczodry
- 1868 : Spytek z Melsztyna
- 1874 : Savonarola
- 1879 : Kleopatra
- 1883 : Odsiecz Wiednia